# ぼうえんきょう座
ぼうえんきょう座（ぼうえんきょうざ、Telescopium）は、現代の88星座の1つ。18世紀半ばに考案された新しい星座で、望遠鏡をモチーフとしている。南天に位置しており、日本では九州南部以南でしか全域を見ることはできない。

## 主な天体

### 恒星
2022年4月現在、国際天文学連合 (IAU) が認証した固有名を持つ恒星は1つもない。
- α星：見かけの明るさ3.463等のB型準巨星で3等星[4]。ぼうえんきょう座で最も明るく見える恒星。
- PV星：B型特異星に分類される青色超巨星[5]。脈動変光星の分類の1つ「ぼうえんきょう座PV型変光星」の代表星[6]。

## 由来と歴史

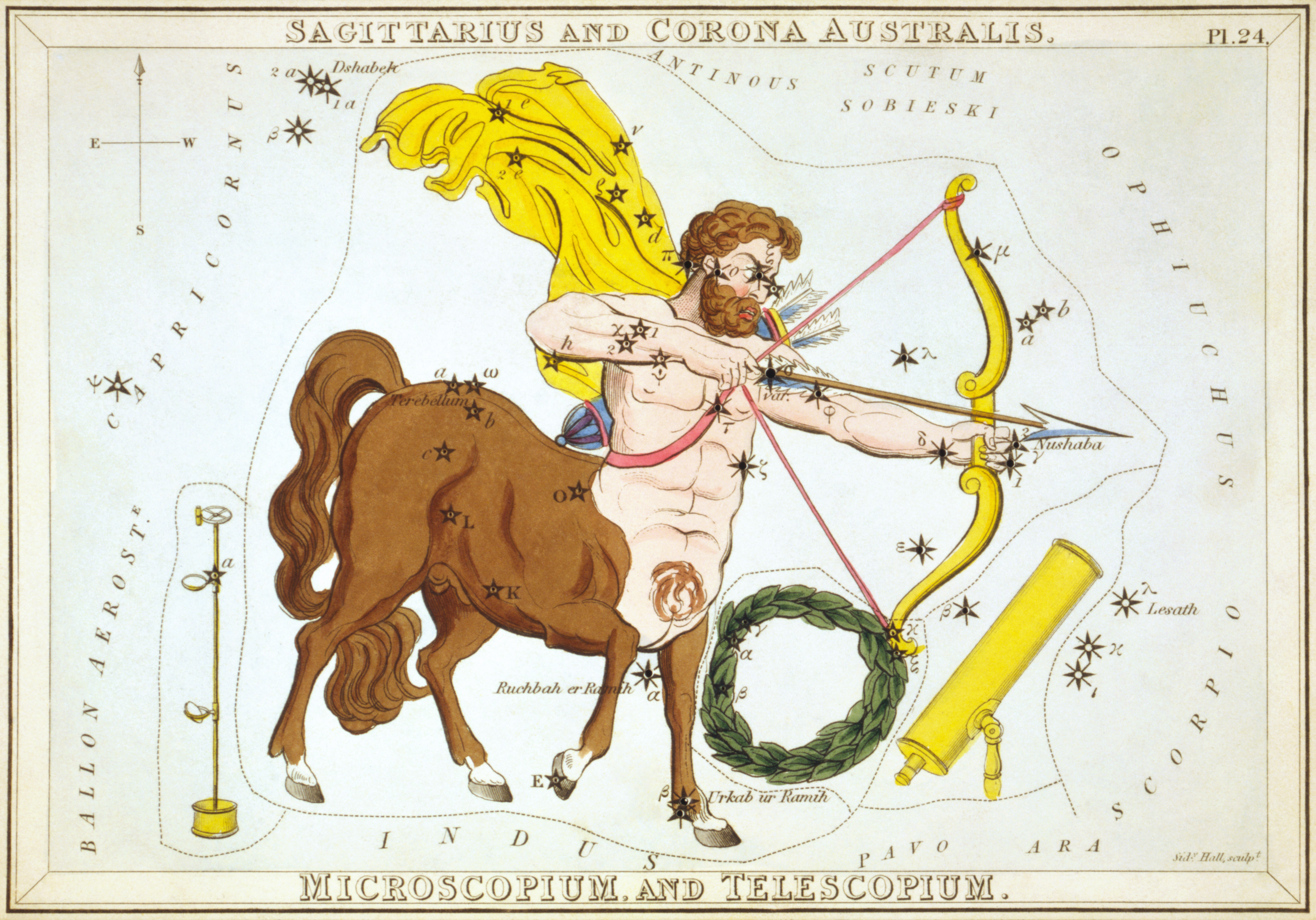
19世紀イギリスの星座カード集『ウラニアの鏡』に描かれたぼうえんきょう座（右下）。

ぼうえんきょう座は、18世紀中頃にフランスの天文学者ニコラ・ルイ・ド・ラカーユによって考案された。1756年に刊行されたフランス科学アカデミーの1752年版の紀要『Histoire de l'Académie royale des sciences』に掲載されたラカーユの星図の中で、望遠鏡の星座絵とフランス語で望遠鏡を意味する le Telescopeという名称が描かれたのが初出である。のちの1763年にラカーユが刊行した著書『Coelum australe stelliferum』に掲載された第2版の星図では、ラテン語化された Telescopiumと呼称が変更されている。
ラカーユがモチーフとしたのは、当時主流であった非常に長い鏡筒を持つ屈折望遠鏡である。当時の望遠鏡は精度の低いレンズを用いていたため、焦点距離を延ばすことにより色収差を低減させる必要があった。そのため、ラカーユが考案した当初の Telescopium は、現在のぼうえんきょう座よりも大きく細長い領域を持っていた。たとえば、現在のいて座η星はβ、さそり座G星はγ、へびつかい座45番星はθとギリシア文字の符号が付けられるなど、他の星座の間を縫うように細長い領域が考えられていた。その後、イギリスの天文学者フランシス・ベイリーが1845年に刊行した『British Association Catalogue』やアメリカの天文学者ベンジャミン・グールドが1879年に刊行した『Uranometria Argentina』でその領域が切り取られたことで、現在のぼうえんきょう座はβ星やγ星のない星座となっている。
1922年5月にローマで開催されたIAUの設立総会で現行の88星座が定められた際にそのうちの1つとして選定され、星座名は Telescopium、略称は Tel と正式に定められた。新しい星座のため星座にまつわる神話や伝承はない。

### 中国
中国の天文では、α星が二十八宿の北方玄武七宿の第1宿「斗宿」の「鼈（べつ）」という星官に含まれていた。

## 呼称と方言
明治期より「望遠鏡」という訳名が使われており、明治末期以降数度行われた星座の訳名見直しでも他の呼び名が採用されることはなかった。漢字の読みは一貫して「ぼうえんきやう」または「ぼうえんきょう」とされ、戦後の1952年（昭和27年）7月に日本天文学会が「星座名はひらがなまたはカタカナで表記する」とした際に Microscopium の日本語の学名は「ぼうえんきょう」と正式に定められた。これ以降は「ぼうえんきょう」という学名が継続して用いられている。

1928年に天文同好会の編集により新光社から刊行された『天文年鑑』の第2号では「とほめがね」、1930年の同誌第4号では「とうめがね」という読みで紹介されていた。これについて、天文年鑑の編集に携わっていた山本一清は耳に聞いただけでは解りかねる日本語や，漢語萬能時代の夢よりさめて，純粹な日本語（耳で聞いただけで解る日本語）を採用するといふ意味の撤底に於いて，一般に賛成して頂けるものだと思ふ．としていた。